# آن مایرز
آن مایرز (انگلیسی: Ann Meyers؛ زادهٔ ۲۶ مارس ۱۹۵۵) بازیکن بسکتبال اهل ایالات متحده آمریکا است.
وی در مسابقات کشوری و بین‌المللی در مجموع برندهٔ ۳ مدال طلا، ۳ مدال نقره شده‌است.